# Manfred L. Pirner
Manfred L. Pirner (* 1959 in Sulzbach-Rosenberg) ist ein deutscher evangelischer Theologe und Professor für Religionspädagogik.
Manfred L. Pirner studierte Gymnasiallehramt mit den Fächern Englisch und Evangelische Theologie an den Universitäten Erlangen und Glasgow. Von 1989 bis 1992 war er als Studienrat am Gymnasium Dinkelsbühl tätig, danach als Wissenschaftlicher Mitarbeiter am Lehrstuhl für Religionspädagogik der Universität Bamberg. Er promovierte 1997 (Musik und Religion in der Schule) und habilitierte sich im Jahr 2000 (Fernsehmythen und religiöse Bildung). 
Von 2000 bis 2008 lehrte er als Professor für Evangelische Theologie/Religionspädagogik an der Pädagogischen Hochschule Ludwigsburg, zuletzt als Dekan der Fakultät I. Seit 2008 ist er Inhaber des Lehrstuhls für Religionspädagogik und Didaktik des ev. Religionsunterrichts an der Friedrich-Alexander-Universität Erlangen-Nürnberg. Im Mai 2014 erhielt er den Preis für herausragende Lehre des Bayerischen Staatsministeriums für Bildung und Kultus, Wissenschaft und Kunst. 2016 gründete er die Forschungsstelle für Öffentliche Religionspädagogik (Research Unit for Public Religion and Education, RUPRE).
Zu seinen Forschungsschwerpunkten gehören: Menschenrechtsbildung, Kinderrechte und Religion; Öffentliche Theologie und Öffentliche Religionspädagogik; Medienbildung und religiöse Bildung in der digitalen Welt; Schulen in christlicher Trägerschaft; Theologie der Populären Kultur; interreligiöse und interweltanschauliche Bildung; bilingualer Religionsunterricht, empirische Lehrkräfte-, Unterrichts- und Sozialisationsforschung.
Pirner ist verheiratet und hat eine Tochter.

## Schriften (Auswahl)
- Hrsg. mit Johannes Lähnemann: Menschenrechte und inter-religiöse Bildung. EB-Verlag, Berlin 2015.
- Hrsg. mit Johannes Lähnemann: Media Power and Religions. The challenge facing in-tercultural learning. Peter Lang International, Oxford 2013.
- Hrsg. mit W. Pfeiffer, R. Uphues: Medienbildung in schulischen Kontexten. Erziehungswissenschaftliche und fachdidaktische Perspektiven (= medienpädagogik interdisziplinär, Bd. 9). kopaed, München 2013.
- mit Rita Burrichter, Bernhard Grümme, H. Mendl, Martin Rothgangel, Thomas Schlag: Professionell Religion unterrichten. Ein Arbeitsbuch (= Religionspädagogik Innovativ, Bd. 2). Kohlhammer, Stuttgart 2012.
- Hrsg. mit Bernhard Grümme, Hartmut Lenhard: Religionsunterricht neu denken. Innovative Ansätze und Perspektiven für den Religionsunterricht (= Religionspädagogik Innovativ, Bd. 1). Kohlhammer, Stuttgart 2012.
- Hrsg. mit Johannes Lähnemann, W. Haußmann: Medien-Macht und Religionen. Herausforderung für interkulturelle Bildung. Referate und Ergebnisse des Nürnberger Forums 2010 (= Pädagogische Beiträge zur Kulturbegegnung, Bd. 29). ebv-Verlag, Hamburg 2011.
- Christliche Pädagogik. Grundsatzüberlegungen, empirische Befunde und konzeptionelle Leitlinien. Kohlhammer, Stuttgart 2008.
- Fernsehmythen und religiöse Bildung. Grundlegung einer medienerfahrungsorientierten Religionspädagogik am Beispiel fiktionaler Fernsehunterhaltung. Gemeinschaftswerk der Ev. Publizistik, Frankfurt/M. 2001. Neuer Verlag ab 2005: kopaed, München.
- Hrsg. mit Matthias Rath: Homo medialis: Perspektiven und Probleme einer Anthropologie der Medien, kopaed, München 2003, ISBN 978-3-935686-47-1.
- Musik und Religion in der Schule. Historisch-systematische Studien in religions- und musikpädagogischer Perspektive (= Arbeiten zur Religionspädagogik). Vandenhoeck & Ruprecht, Göttingen 1999 (= Dissertation).
- Zwischen Kooperation und Kampf. Evangelischer Religionsunterricht und christliche Erziehung in bayerischen Schulen während der Zeit des Nationalsozialismus (= Studien zur Theologie 17). Stephans-Buchhandlung Matthias Mittelstädt, Würzburg 1998.